# Protosticta sanguinostigma
Protosticta sanguinostigma – gatunek ważki z rodziny Platystictidae.